# لوزاوات
اللَّوْزَاوَات (الاسم العلمي: Amygdaloideae) هي أسرة من النباتات تتبع الفصيلة الوردية من رتبة الورديات.

## قبائل
- اللوزاوية
- التفاحاوية
- الإكليلياوية

## مرادف الاسم العلمي
- التفاحاوات (الاسم العلمي:Maloideae) وضع الاسم C.Weber سنة 1964
- الإكليلياوات (الاسم العلمي:Spiraeoideae)